# Hail of Bullets
Hail of Bullets (engl.: Kugelhagel) war eine niederländische Death-Metal-Band, die von 2006 bis 2017 aktiv war.

## Geschichte
Hail of Bullets wurde Ende 2006 von Martin van Drunen (Asphyx; Ex-Pestilence, Bolt Thrower), Ed Warby (Gorefest), Paul Baayens (Asphyx), Theo van Eekelen und Stephan Gebédi (beide Thanatos) gegründet.
Die Idee dazu entstand in einer Bar in Amersfoort, wo die fünf späteren Mitglieder sich während einer Party der gemeinsamen musikalischen Interessen bewusst wurden und sogleich beschlossen, ein neues Death-Metal-Projekt zu starten.
Das Vorhaben gestaltete sich anfangs recht schwierig, da alle fünf Musiker auch in anderen Bands aktiv sind, vor allem Ed Warby, der neben seiner Tätigkeit als Schlagzeuger bei Gorefest auch bei zahlreichen Studio-Projekten mitwirkt. Trotz aller Schwierigkeiten hatte man bald genug Material für ein Full-Length-Album gesammelt. Nachdem sich die Band auf einen Namen geeinigt hatte, begann man im Juli 2007 mit den Aufnahmearbeiten für eine Promo-CD, die vier Titel beinhaltete. Schnell wurde das renommierte Label Metal Blade Records auf die Band aufmerksam und nahm die Gruppe unter Vertrag.
Am 16. Mai 2008 schließlich wurde das Debüt-Album mit dem Namen … Of Frost and War veröffentlicht. Es setzt sich inhaltlich mit dem Deutsch-Sowjetischen Krieg, speziell mit dem Russlandfeldzug 1941, auseinander. Alle Songs auf diesem Album sind in chronologischer Reihenfolge angeordnet und spiegeln den Verlauf des Feldzuges wider.
Am 17. Juli 2009 folgte die EP Warsaw Rising, die sich mit dem Warschauer Aufstand befasst und neben zwei neuen Songs eine Coverversion von „Destroyer“ (Twisted Sister) sowie drei Live-Songs enthält.
Das zweite Album On Divine Winds erschien am 8. Oktober 2010 und behandelt Ereignisse des Pazifikkrieges zwischen den USA und Japan.
Am 28. Oktober 2013 veröffentlichte die Band ihr drittes Album III - The Rommel Chronicles, das die militärische Laufbahn von Erwin Rommel im Ersten und Zweiten Weltkrieg nachverfolgt. 
Im November 2015 gab die Band bekannt, dass sich die Wege mit Martin van Drunen aufgrund persönlicher Differenzen getrennt haben. Alle anstehenden Tourdaten wurden abgesagt. Es werde jedoch mit neuem Frontmann weitergehen. Am 13. März 2017 wurde auf der Website der Band eine Mitteilung über die Auflösung veröffentlicht.

## Stil
Thematisch widmen sich Hail of Bullets auf ihren Alben und der EP in einer einfach gehaltenen Sprache dem Zweiten Weltkrieg. Laut Sänger Martin van Drunen ergibt sich dies eher zufällig aus der musikalischen Richtung der Songs und aus seinem Interesse für die Thematik, sei jedoch keine bewusste Entscheidung der Band. Es sei nicht ausgeschlossen, dass sich die Band auf folgenden Alben mit anderen Themen befassen würde.
Musikalisch orientiert sich die Band deutlich an klassischem Death Metal. Auf komplexe Riffstrukturen und Soli wird fast zur Gänze verzichtet. Die Songs sind überwiegend langsam bis mittelschnell gespielt, um den Songs mehr Intensität zu verleihen. Insbesondere letzteres weist Parallelen zur Musik von Bolt Thrower auf.

## Diskografie
- 2007: Demo
- 2008: … Of Frost and War
- 2009: Warsaw Rising (EP, limitiert auf 500 Stück)
- 2010: On Divine Winds
- 2013: III - The Rommel Chronicles